# کامنوموستسکی

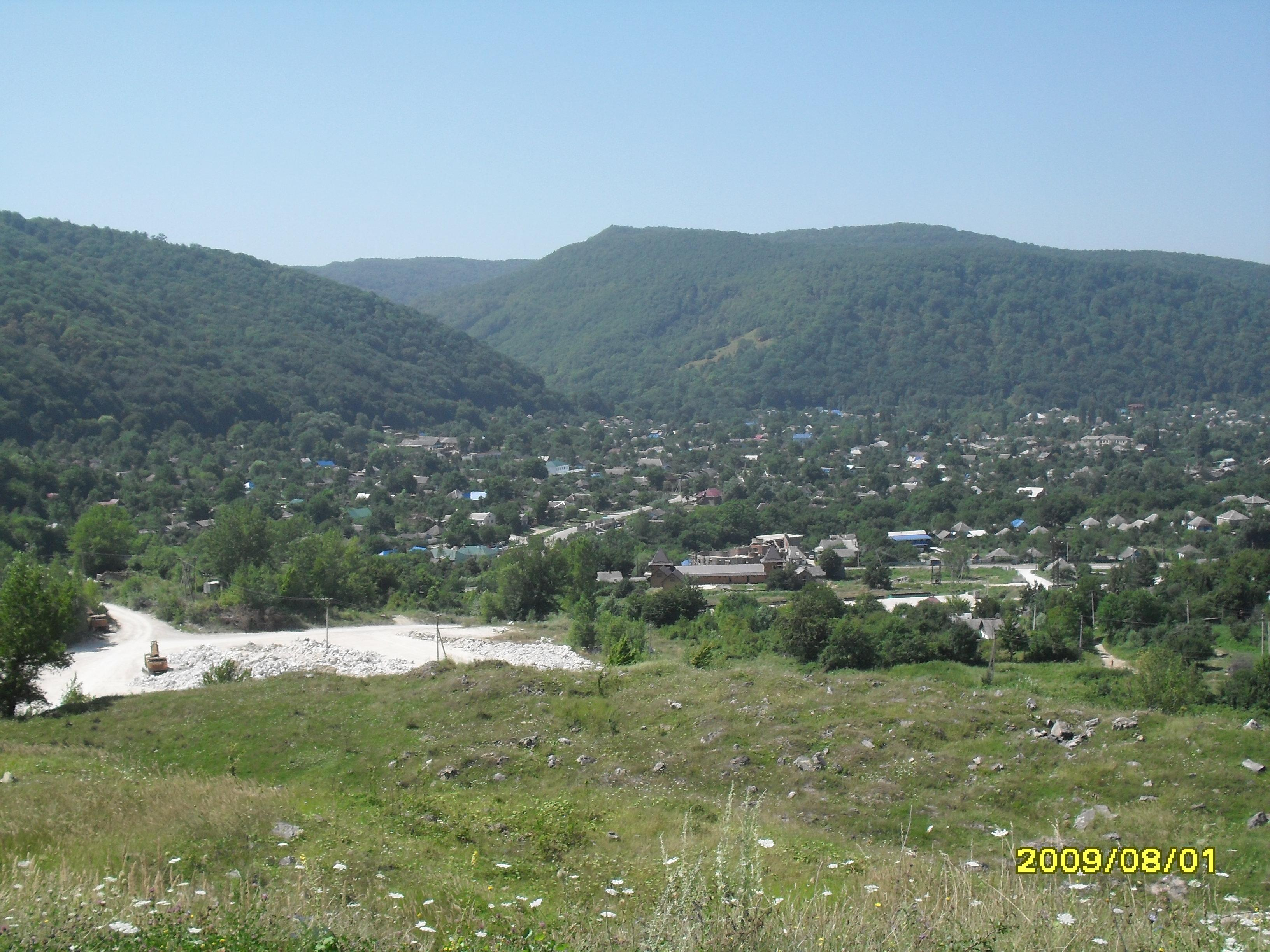
نمایی از روی یک تپه از کامنوموستسکی

کامنوموستسکی (روسی: Каменномо́стский) یک شهر در روسیه است که در آدیغیه واقع شده‌است.